# وارنزبرگ (حوزه سرشماری)، نیویورک
وارنزبرگ (به انگلیسی: Warrensburg) یک منطقهٔ مسکونی در ایالات متحده آمریکا است که در شهرستان وارن، نیویورک واقع شده‌است. وارنزبرگ ۲۹٫۳ کیلومتر مربع مساحت و ۳٬۲۰۸ نفر جمعیت دارد و ۲۲۷ متر بالاتر از سطح دریا واقع شده‌است.